# バーバラ・クラフト
バーバラ・クラフト（Barbara Krafft,1764年4月1日 - 1825年9月28日）は、オーストリアの画家である。最も世間でよく知られているモーツァルトの肖像画の作者である。

## 略歴
現在のチェコ、ヴィソチナ州のイフラヴァに生まれた。父親のヨハン・ネポムク・シュタイナー(Johann Nepomuk Steiner)はオーストリア帝国の宮廷画家で、バーバラは父親から最初の美術教育を受けた。父親とウィーンに移り、1786年にウィーンの展覧会に出展して、肖像画家として認められ、ウィーン美術アカデミーの会員になった。

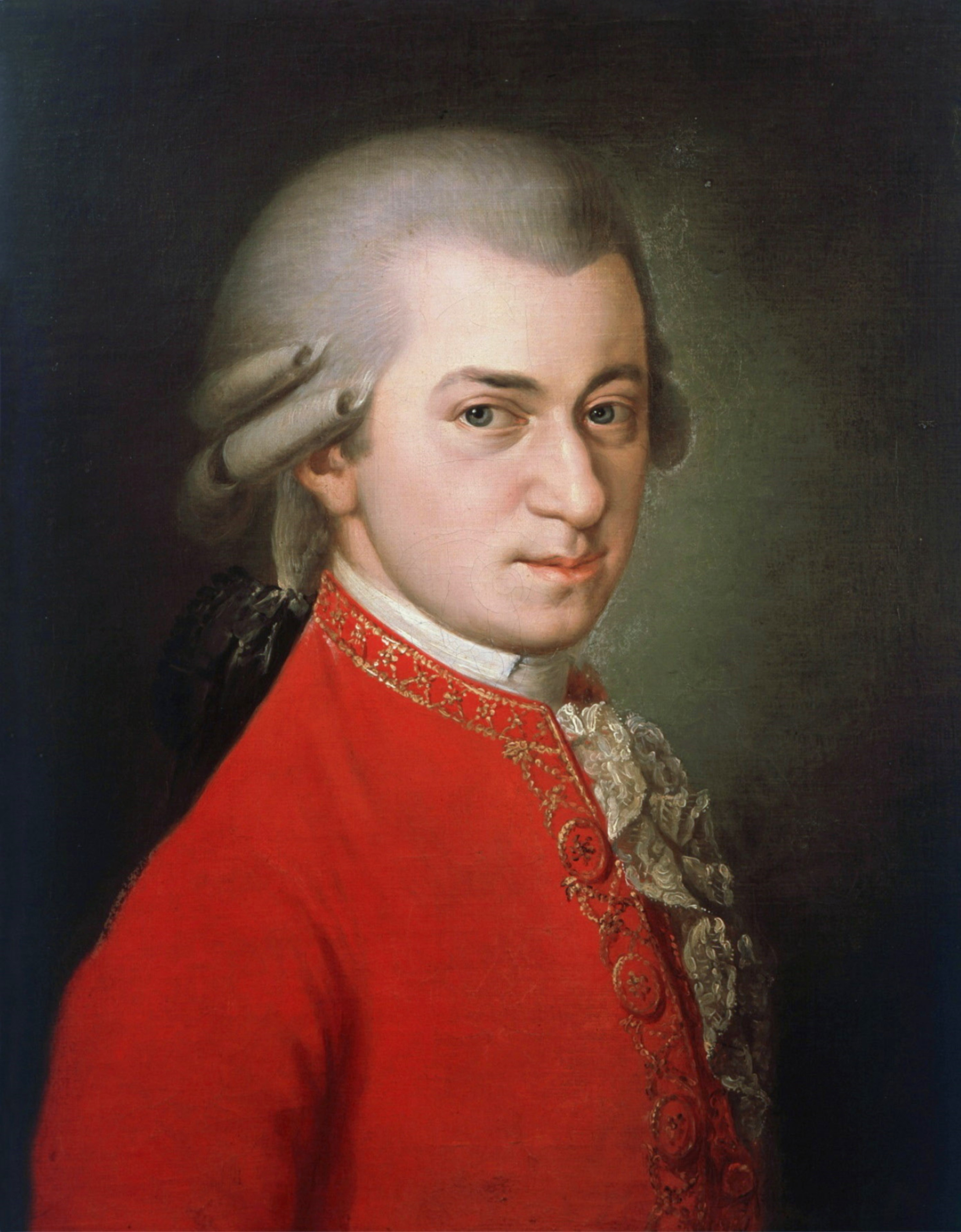
クラフトの有名なモーツァルトの肖像画 (1812年)

1789年に薬剤師のヨーゼフ・クラフトと結婚し、1792年に後にミュンヘンで版画家になるヨハン・アウグスト・クラフトが生まれた。ウィーンで数年過ごした後、ザルツブルクに移り、その後プラハに移り1803年までプラハで活動し、多くの注文を受けて肖像画を描いた。1803年から1821年の間はザルツブルクで活動した。その後はバイエルンのバンベルクで暮らした。
多作な画家で、例えばバンベルクでは4年間に145点の肖像画を描いた。クラフトの作品で最も有名な作品は1812年に描かれたモーツァルトの肖像で、その後、多くの書籍などに掲載されることになった。この作品はモーツァルトが亡くなった28年後に描かれた作品で、参考にされた肖像画は、1780年後半から1781年初めにかけてザルツブルクでモーツァルトの父親の依頼で、ヨハン・ネポムク・ デラ・クローチェが、合奏するモーツァルト家の家族を描いた作品であるとされる。

## 作品

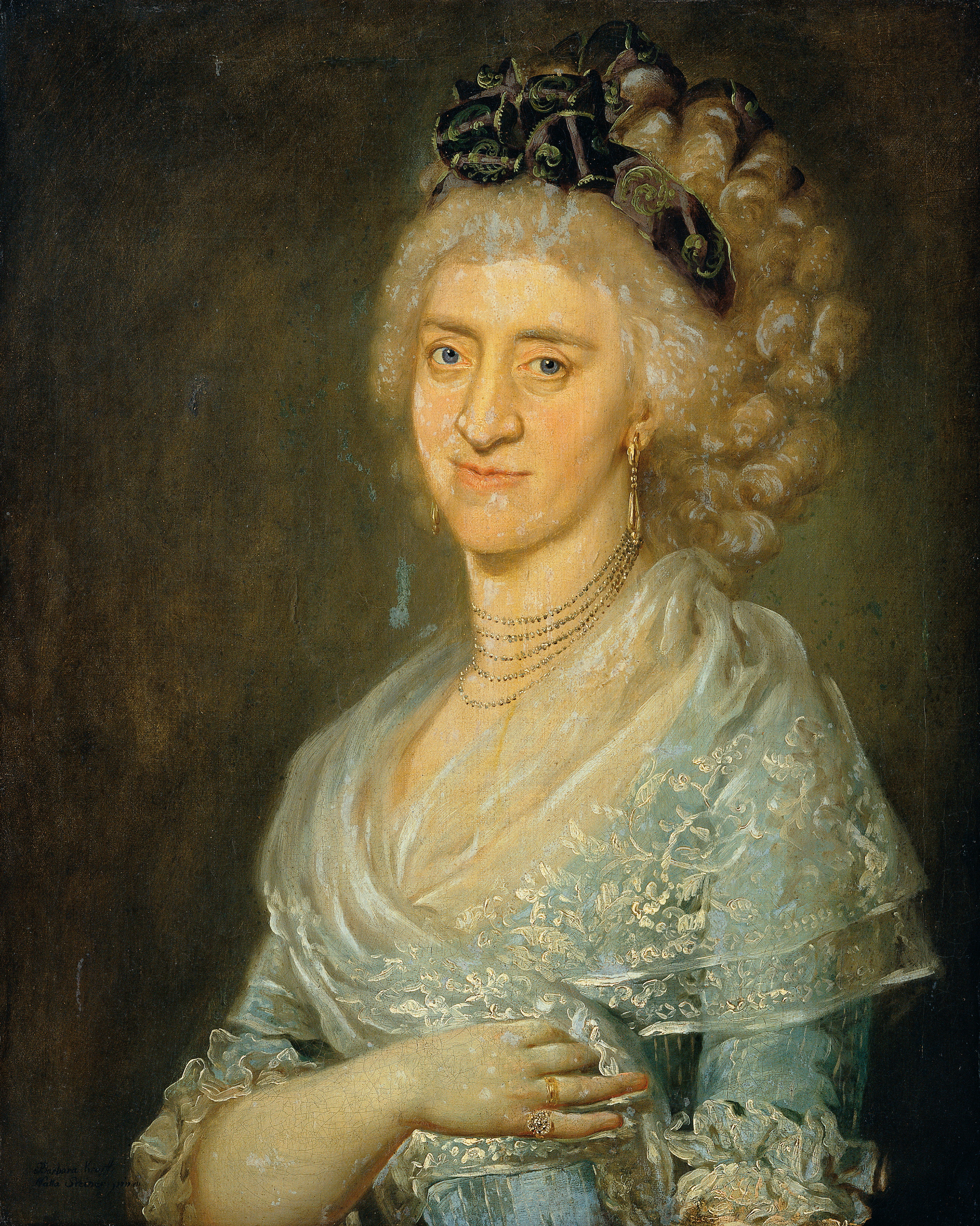
婦人像
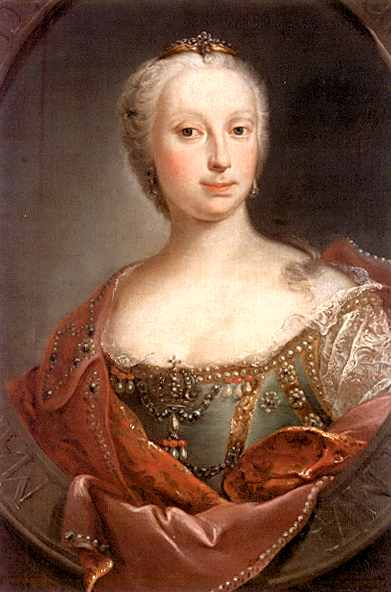
マリア・テレジア
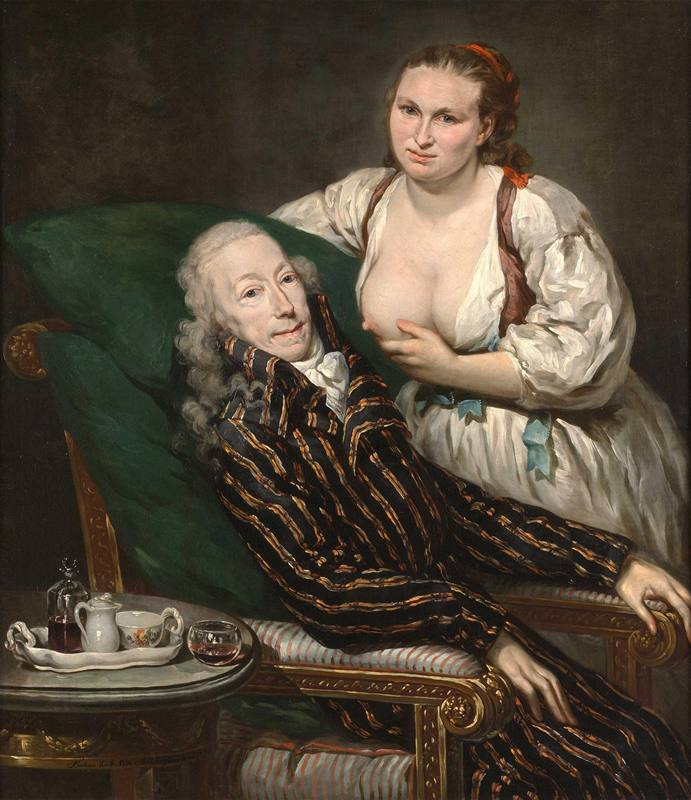
ローマの慈愛
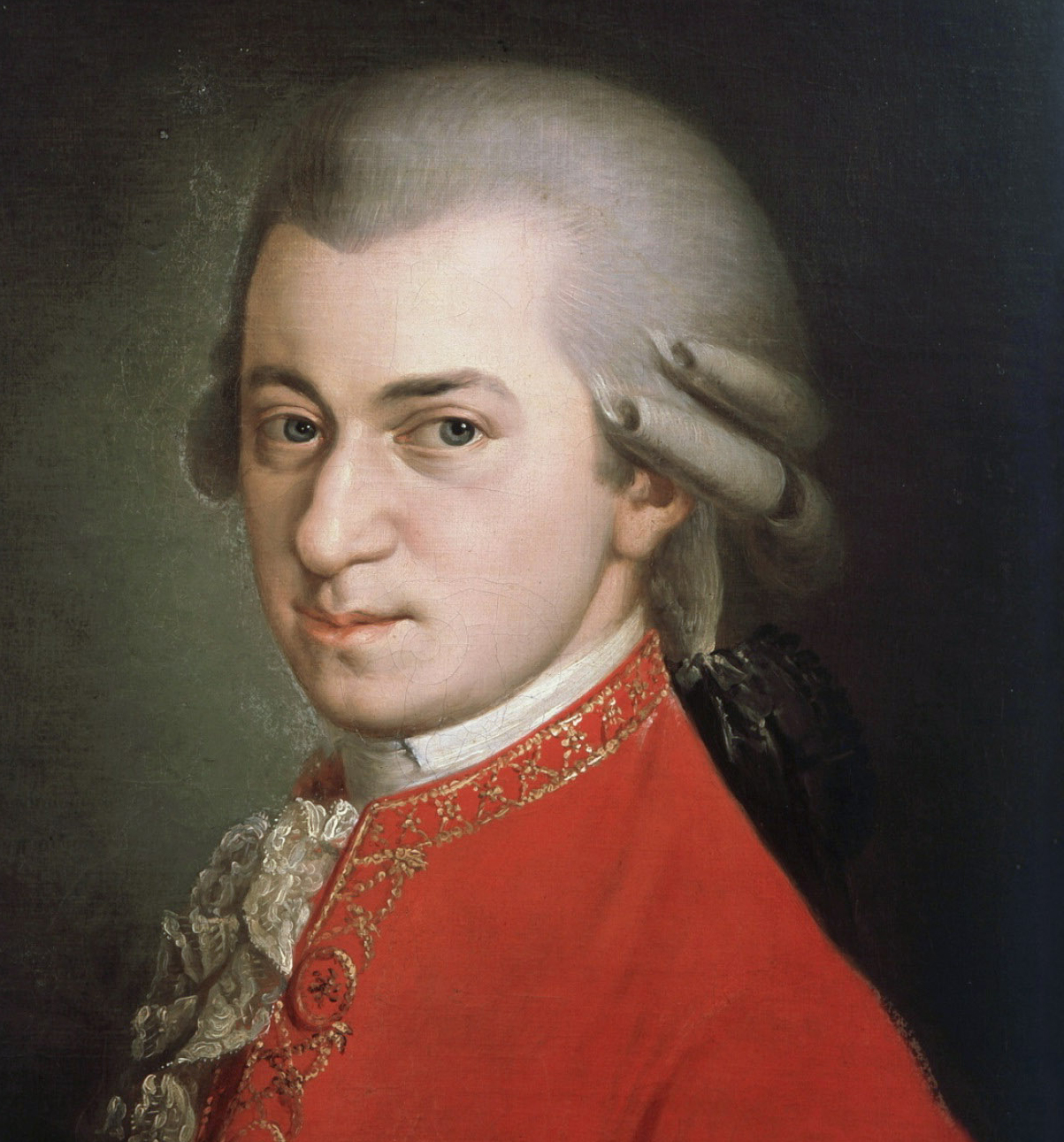
モーツァルトの肖像画 (1819年)